# Hypomicrogaster hypsipylae
Hypomicrogaster hypsipylae är en stekelart som beskrevs av De Santis 1972. Hypomicrogaster hypsipylae ingår i släktet Hypomicrogaster och familjen bracksteklar. Inga underarter finns listade i Catalogue of Life.